# Resnik (Słowenia)
Resnik – wieś w Słowenii, w gminie Zreče. 1 stycznia 2018 liczyła 118 mieszkańców.